# Brandon Jacobs
Brandon Richard Jacobs (Houma, 6 luglio 1982) è un ex giocatore di football americano statunitense che ha militato nel ruolo di running back per i New York Giants e i San Francisco 49ers della National Football League. Fu scelto nel corso del quarto giro (110º assoluto) del Draft NFL 2005 dai Giants. Al college ha giocato a football alla Southern Illinois University.

## Carriera professionistica

### Draft NFL 2005
Jacobs fu classificato all'11º posto nella graduatoria dei migliori draft disponibili nel draft 2005 da Sports Illustrated. Pronosticato come una scelta dell'inizio del quarto giro, il giocatore fu effettivamente scelto come 110º assoluto dai Giants.

### New York Giants
Nella sua stagione da rookie, Jacobs giocò tutte le 16 gare stagionali, nessuna però come titolare, correndo solo 99 yard totali ma segnando 7 touchdown su corsa.
Prima dell'inizio della stagione 2006, Jacobs affermò di aver studiato i filmati di un altro potente running back come Eddie George per migliorare il suo stile. George, come Jacobs, era un running back dalla grande stazza e forza. Nella sua seconda stagione da professionista, Jacobs corse per 96 volte che fruttarono 423 yard e 9 touchdown, ad una media di 4,4 yard per portata. Inoltre ricevette 11 palloni per 149 yard.

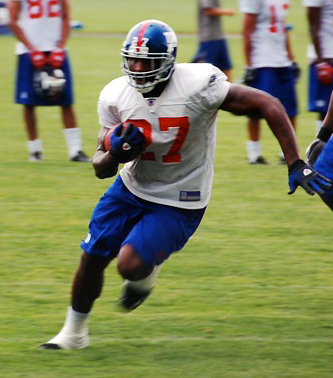
Jacobs in allenamento coi Giants.

Col ritiro di Tiki Barber, Jacobs conquistò il posto di running back titolare dei Giants nella stagione 2007. Si infortunò al ginocchio nella prima gara della stagione contro i Dallas Cowboys, ma fece il suo ritornò quattro settimane dopo contro i New York Jets correndo per 100 yard e un touchdown. Jacobs saltò anche le due gare successive a causa di un infortunio al tendine del ginocchio ma terminò la stagione regolare con un totale di 1.009 yard corse e 4 touchdown su 201 portate. A tali statistiche aggiunse 23 ricezioni per 174 yard e 2 touchdown. Nel divisional round dei playoff segnò il touchdown della vittoria contro i Dallas Cowboys. Jacobs giocò come titolare tutte le 4 gare di playoff del 2007, conclusisi col trionfo dei Giants a sorpresa sugli imbattuti New England Patriots nel Super Bowl XLII.
Dopo la stagione 2007, il giocatore si sottopose a un intervento chirurgico al polso. Egli ritornò in tempo per disputare tutte le gare di pre-stagione ma saltò due gare della stagione regolare a causa di un infortunio al ginocchio. Terminò l'annata 2008 con 219 portate per 1.089 yard e 15 touchdown, un numero di yard simile all'anno precedente ma con molti più touchdown messi a segno 2007. In quella stagione, lui e Derrick Ward divennero la quinta coppia di compagni di squadra a superare entrambi le 1.000 yard corse nello stesso anno.
Il 13 febbraio 2009, i Giants applicarono la franchise tag su Jacobs. Questi firmò un contratto quadriennale del valore di 25 milioni di dollari con la franchigia la settimana successiva. Il 31 dicembre 2009, Jacobs fu inserito in lista infortunati a causa di un infortunio al ginocchio. La sua stagione si chiuse con 835 yard corse e 5 touchdown.
Dalla stagione 2010, il minutaggio del giocatore decrebbe a causa dell'ascesa di Ahmad Bradshaw nel ruolo di primo running back dei Giants. La sua annata terminò con 823 yard corse e 9 touchdown.
Nella stagione 2011, Jacobs corse 571 yard e segnò 7 touchdown su corsa e uno su ricezione. I Giants conclusero la stagione con un record di 9-7, qualificandosi per un soffio ai playoff grazie alla vittoria decisiva sui Cowboys. Nella post-season, i Giants eliminarono nell'ordine gli Atlanta Falcons, i favoriti e campioni in carica Green Bay Packers e nella finale della NFC i San Francisco 49ers. Il 5 febbraio 2012, Jacobs, nel Super Bowl XLVI vinto contro i New England Patriots 21-17, si laureò per la seconda volta campione NFL.
I Giants svincolarono Jacobs il 9 marzo 2012. La sua prima esperienza con la squadra si chiuse con 2 anelli e il record di franchigia di touchdown su corsa segnati in carriera, 56.

### San Francisco 49ers
Jacobs firmò coi San Francisco 49ers il 28 marzo 2012. Dopo aver corso solamente sette yard in due partite fu svincolato.

### Ritorno ai Giants
Il 10 settembre 2013, Jacobs firmò un contratto annuale per fare ritorno ai Giants e migliorare un reparto che aveva guadagnato solo 50 yard su corsa nella prima gara della stagione contro i Cowboys. Nella sua prima partita, la settimana 2 contro i Broncos, segnò un touchdown ma corse solamente 4 yard su 7 tentativi e i Giants furono battuti nettamente. Nella gara del giovedì notte della settimana 6 contro i Bears, Jacobs corse 106 yard e segnò due touchdown, ma New York rimase ancora senza vittorie. Nella settimana 11 segnò il quarto TD stagionale nella quarta vittoria consecutiva della sua squadra sui Packers. Il 2 gennaio 2014, dopo nove anni di carriera, Jacobs annunciò il proprio ritiro dal football professionistico.

## Palmarès

### Franchigia
- Super Bowl : 2

New York Giants: XLII, XLVI
- National Football Conference Championship: 2

New York Giants: 2007, 2011

### Individuale
- Giocatore offensivo del mese della NFC: 1

ottobre 2007
- Record dei Giants per touchdown su corsa in carriera (60)

## Statistiche
Stagione regolare
Fonte: NFL.com
|      |                     | Corse | Corse | Corse | Corse | Corse | Corse | Corse | Ricezioni | Ricezioni | Ricezioni | Ricezioni | Fumble | Fumble |
| Anno | Squadra             | P     | Ten   | Yard  | Media | Y/P   | Max   | TD    | Ric       | Yard      | Max       | TD        | Fum    | Persi  |
| ---- | ------------------- | ----- | ----- | ----- | ----- | ----- | ----- | ----- | --------- | --------- | --------- | --------- | ------ | ------ |
| 2005 | New York Giants     | 16    | 38    | 99    | 2.6   | 6.2   | 21    | 7     | 0         | 0         | 0         | 0         | 1      | 1      |
| 2006 | New York Giants     | 15    | 96    | 423   | 4.4   | 28.2  | 16    | 9     | 11        | 149       | 43        | 0         | 2      | 1      |
| 2007 | New York Giants     | 11    | 202   | 1,009 | 5.0   | 91.7  | 43T   | 4     | 23        | 174       | 34        | 2         | 5      | 4      |
| 2008 | New York Giants     | 13    | 219   | 1,089 | 5.0   | 83.8  | 44    | 15    | 6         | 36        | 9         | 0         | 3      | 1      |
| 2009 | New York Giants     | 15    | 224   | 835   | 3.7   | 55.7  | 31    | 5     | 18        | 184       | 74T       | 1         | 2      | 1      |
| 2010 | New York Giants     | 16    | 147   | 823   | 5.6   | 51.4  | 73    | 9     | 7         | 59        | 22        | 0         | 2      | 2      |
| 2011 | New York Giants     | 14    | 152   | 571   | 3.8   | 40.8  | 28    | 7     | 15        | 128       | 40T       | 1         | 3      | 0      |
| 2012 | San Francisco 49ers | 2     | 5     | 7     | 1.4   | 3.5   | 3     | 0     | 0         | 0         | 0         | 0         | 0      | 0      |
|      | Totale              | 102   | 1083  | 4,856 | 4.5   | 47.6  | 73    | 56    | 80        | 730       | 74        | 4         | 18     | 10     |

Playoff
|      |                 | Corse | Corse | Corse | Corse | Corse | Corse | Ricezioni | Ricezioni | Ricezioni | Ricezioni |
| Anno | Squadra         | P     | Ten   | Yard  | Media | Max   | TD    | Ric       | Yard      | Max       | TD        |
| ---- | --------------- | ----- | ----- | ----- | ----- | ----- | ----- | --------- | --------- | --------- | --------- |
| 2006 | New York Giants | 1     | 2     | 8     | 4.0   | 5     | 0     | 0         | 0         | 0         | 0         |
| 2007 | New York Giants | 4     | 62    | 197   | 3.2   | 12    | 3     | 4         | 29        | 11        | 1         |
| 2008 | New York Giants | 1     | 19    | 92    | 4.8   | 24    | 0     | 0         | 0         | 0         | 0         |
| 2011 | New York Giants | 4     | 37    | 164   | 4.4   | 34    | 1     | 4         | 16        | 5         | 0         |
|      | Totale          | 10    | 120   | 461   | 3.8   | 34    | 4     | 8         | 45        | 11        | 1         |